# Estación de Avilés
Avilés es una estación de ferrocarril situada en la ciudad española homónima en el Principado de Asturias. Cuenta con servicios de cercanías prestados por Renfe tanto sobre ancho ibérico (C-3) como sobre vía estrecha (C-4), pertenecientes a la red de Cercanías Asturias, además de trenes Alvia.

## Situación ferroviaria
Se encuentra en el punto kilométrico 17,633 de la línea férrea de ancho ibérico que une Villabona de Asturias con San Juan de Nieva a 4 metros de altitud. El tramo es de vía única y está electrificado.
Además, se encuentra el punto kilométrico 292,373 de la línea férrea de ancho métrico de Ferrol a Gijón.

## Historia
La estación fue abierta al tráfico el 26 de julio de 1890, veinte días después de la finalización de las obras, con la puesta en marcha del tramo Avilés-Villabona de Asturias de la línea que pretendía unir esta última con San Juan de Nieva. La construcción corrió a cargo del Conde  Sizzo-Noris que recibió el encargo de Norte que había obtenido la concesión de la línea en 1886..
En 1922, la red ferroviaria de Avilés se completó con otra línea, esta vez de ancho métrico realizada por la Sociedad de las Minas de Hierro y Ferrocarril de Carreño que años antes se había lanzado a construir un ferrocarril con clara vocación minera con salida al puerto de El Musel. Está compañía acabó aprovechándose de las obras públicas de la Ferrol-Gijón para explotar una línea que iba de Pravia hasta Gijón pasando por Avilés. En 1968 primero, y en 1974 después el Estado se acabó haciendo con la gestión de los diferentes tramos que explotaba o poseía el Ferrocarril de Carreño. Por ello, en un primero momento la gestión de los diferentes anchos de vías se repartieron entre RENFE que se hizo con la titularidad de las vías de ancho ibérico en 1941 y de FEVE que hizo lo propio con las de vía estrecha entre las fechas ya señaladas.
Posteriormente, y ya en el siglo XXI, Adif pasó a ser dueña de todas las infraestructuras mientras que Renfe Operadora se encargó de la explotación.

## La estación
La estación esta en paralelo a la ria de Avilés y cuenta con un edificio principal y otro anexo desde la cual sale una pasarela hasta los andenes de vía estrecha históricamente operados por Feve. Las vías de ancho ibérico disponen de dos andenes, uno lateral y otro central, mientras que los de vía estrecha solo disponen de uno central. 
En la estación hay una cafetería, dos kioscos de prensa y varias taquillas y máquinas de autoventa de billetes. También hay oficinas de alquiler de coches de Avis, Europcar y National Atesa.

## Servicios ferroviarios

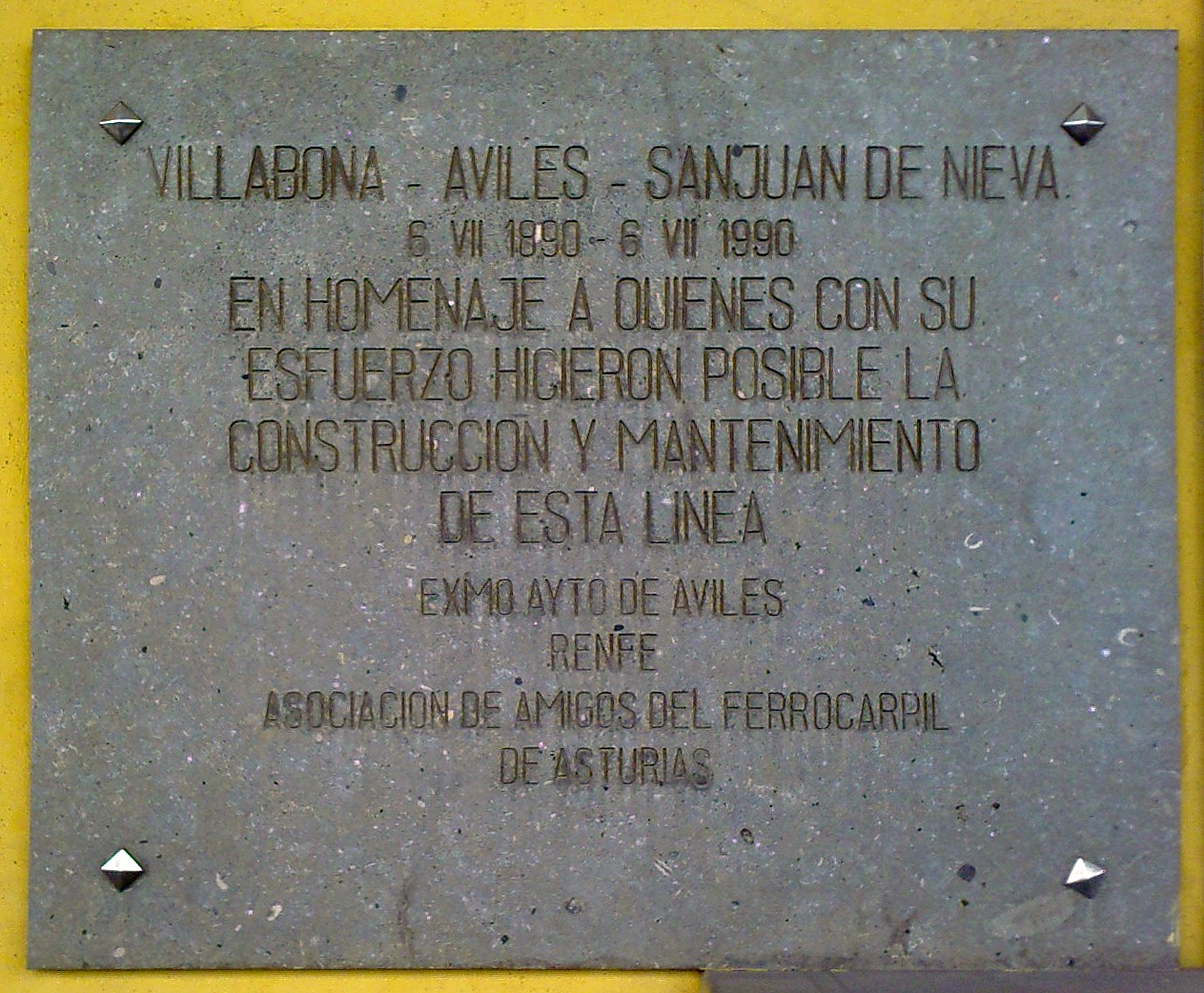
Placa conmemorativa del centenario de la línea Villabona-San Juan de Nieva (Asturias) en la estación de Avilés.

### Cercanías
Forma parte de las líneas C-3 y C-4 (antigua F-4 o C-4f) de la red de Cercanías Asturias. Ambas líneas están operadas por Renfe desde que esta absorbió parte de las competencias de Feve a principios del 2013.
| procedencia/destino | < estación        | Línea | estación >  | destino/procedencia |
| ------------------- | ----------------- | ----- | ----------- | ------------------- |
| San Juan de Nieva   | San Juan de Nieva |       | La Rocica   | Llamaquique         |
| Gijón               | Avilés-Apeadero   |       | Cristalería | Cudillero           |

## Conexiones

### Estación de autobuses
La estación de autobuses de Avilés está en un edificio que se comunica directamente con la estación de ferrocarril. Desde ella salen autobuses a, entre otros, el Aeropuerto de Asturias, Gijón, Oviedo, el Aeropuerto de Madrid-Barajas, La Coruña, Santander y Alicante, todas estas líneas operados por Alsa. Aparte, diferentes empresas de autobuses como por ejemplo Xavina, Autos Villa o Medina operan las rutas entre Avilés, Luanco y el Fondo de Valliniello.